# 一品天下站
一品天下站位于中華人民共和國四川省成都市金牛区蜀汉路及中环路同和路段，是成都地铁2号线与7号线的地下换乘车站，因临近一品天下美食街而得名。2号线于2012年9月16日开通使用，7号线于2017年12月6日开通使用。

## 车站结构
一品天下站是地下三层车站，拥有两个岛式站台。7号线车站与2号线车站呈“L”形布置，共设置4个出入口和2组风亭，车站总长度为181.49米。视客流状况，乘客可通过连接站台的换乘通道直接换乘，或须绕行站厅换乘。
| 地面      |                                    | 出入口                           |  |
| 地下 一层 | 站厅层                             | 安检、售票机、站内商店，站厅换乘 |  |
| 地下 二层 |                                    | 2号线列车往犀浦方向 （羊犀立交） |  |
| 地下 二层 | 岛式站台，左边车门将会开启         |                                  |  |
| 地下 二层 | 2号线列车往龙泉驿方向 （蜀汉路东） |                                  |  |
| 地下 三层 |                                    | 7号线列车外环方向 （金沙博物馆） |  |
| 地下 三层 | 岛式站台，左边车门将会开启         |                                  |  |
| 地下 三层 | 7号线列车内环方向 （茶店子）       |                                  |  |

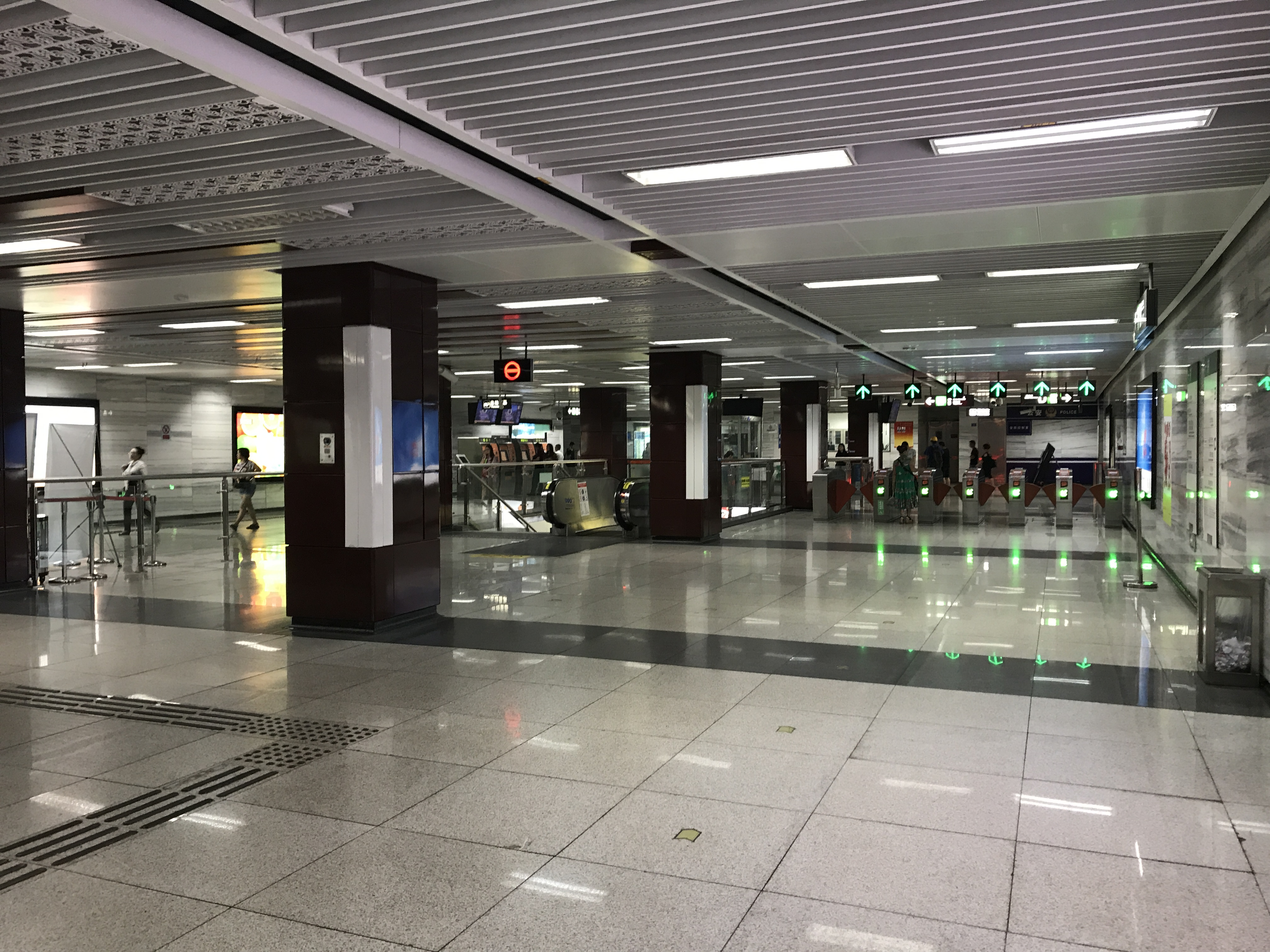
站厅层2号线一侧
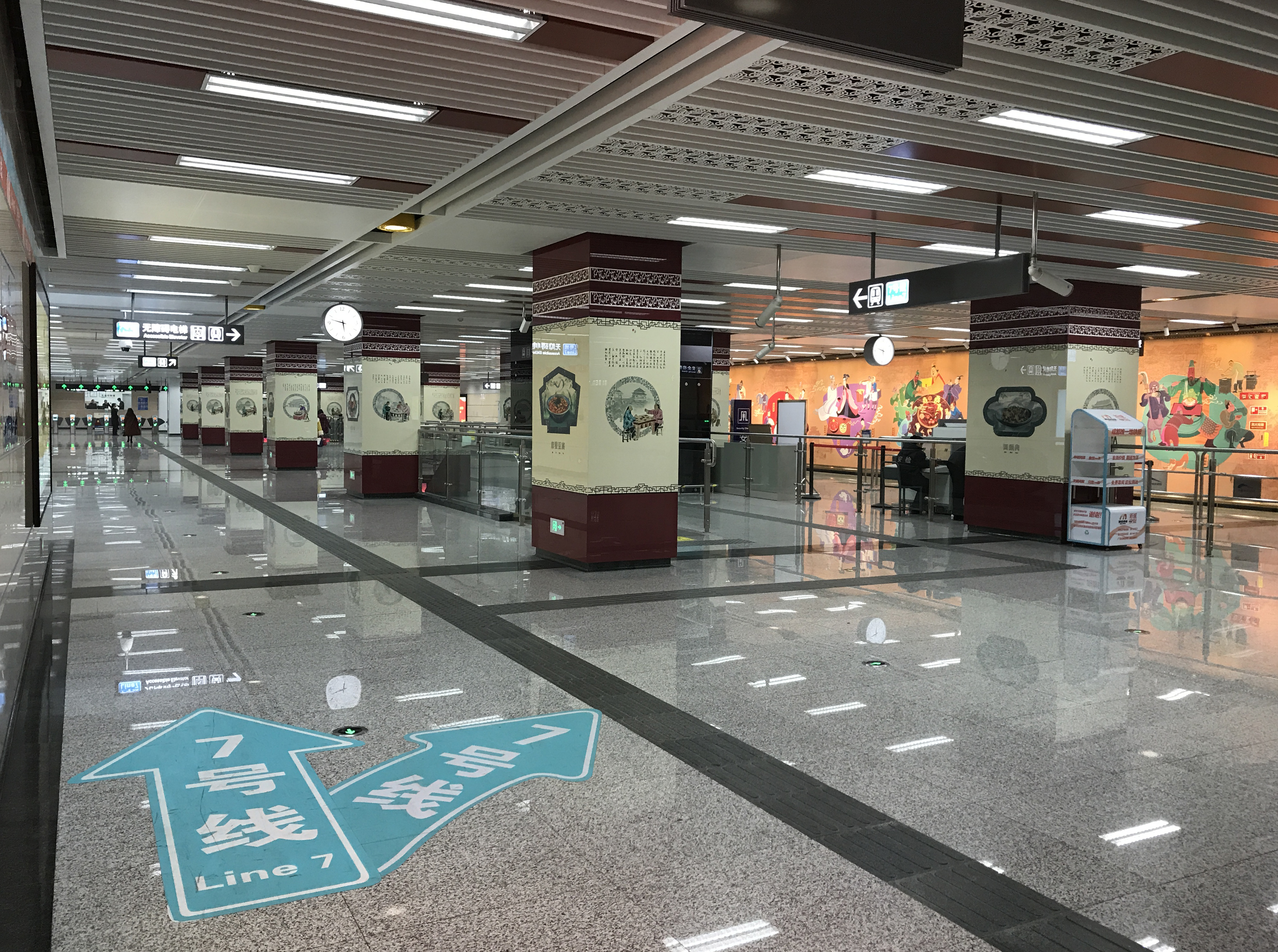
站厅层7号线一侧
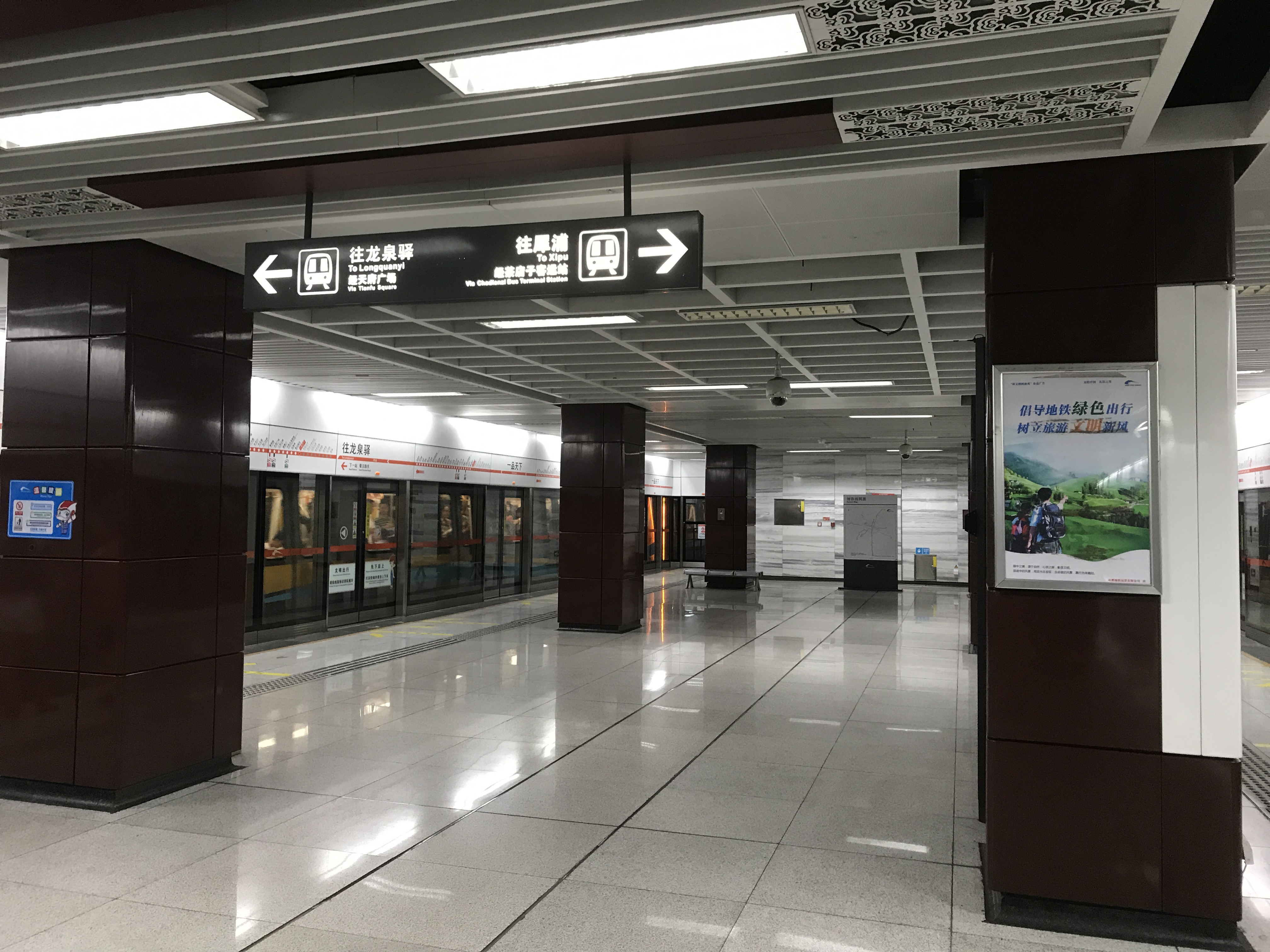
2号线站台层
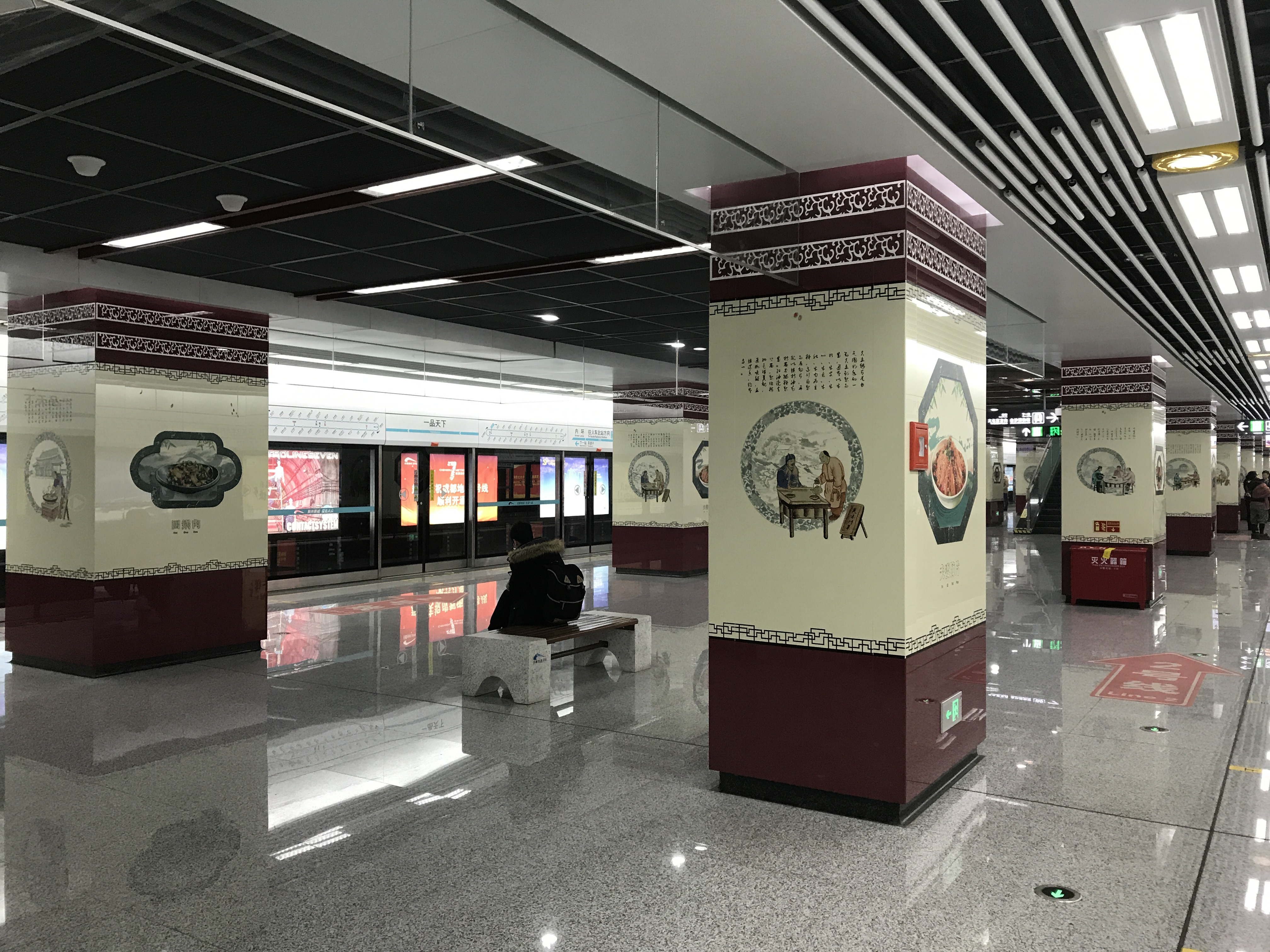
7号线站台层
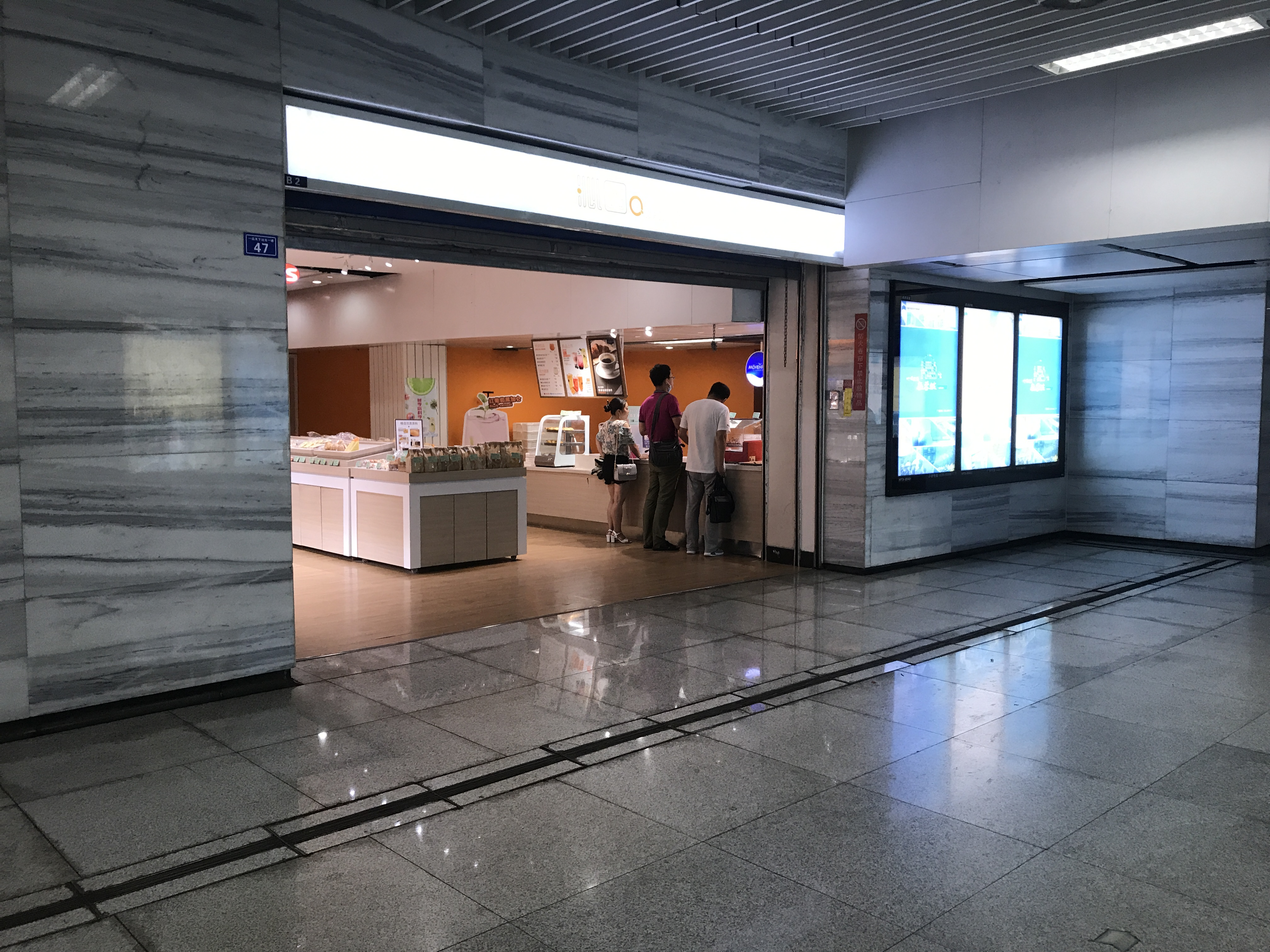
站内商店

## 内装与公共艺术
本站为7号线8座重点艺术站之一。
本站所在的“一品天下”为成都打造的美食一条街，在装修设计上运用筷子为设计语言，7号线一侧站厅及7号线站台的柱面以四川特色美食为创作元素，同时在站台个性区加入了具有浓郁成都地方特色的火锅九宫格造型，让无论本地或外地的乘客在搭乘成都地铁的过程中，能领略到四川美食的魅力，也能了解到这些川菜菜肴的发展与由来。

### 艺术墙《川味美食演义》
作品以漫画化的人物造型与重彩的创作手法，描绘出一场视觉化的美食宴席。将食客形象夸张成戏剧化的三国蜀汉人物，与菜式创始人的写实化造型形成反串效果，使整个画面充满趣味性。水墨线描的街铺背景取材于成都过往的美食文献。画面中出现了四川火锅、夫妻肺片、麻婆豆腐、回锅肉、担担面、三大炮、龙抄手等代表性的四川美食佳肴。

## 出入口
本站目前开放7个出入口。
|              |                         |                                        |      |
|              |                         |                                        |      |
| 出口编号     | 设施                    | 出口指示                               | 照片 |
|              | 轮椅升降台 无障碍卫生间 | 蜀汉路、黄忠街、中环路同和路段         |      |
| 出口 · B     |                         | 中环路同和路段、蜀汉路、星河街         |      |
| 出口 · D     |                         | 蜀汉路、中环路一品天下大街段           |      |
| 出口 · E     |                         | 中环路一品天下大街段、蜀汉路、蜀兴南街 |      |
| 出口 · F · 1 |                         | 中环路一品天下大街段、蜀汉路           |      |
| 出口 · F · 2 |                         | 中环路一品天下大街段、蜀兴西街         |      |
| 出口 · G     | 无障碍卫生间            | 中环路一品天下大街段、蜀汉路           |      |